# 2617 Цзянсі
2617 Цзянсі (2617 Jiangxi) — астероїд головного поясу, відкритий 26 листопада 1975 року.
Тіссеранів параметр щодо Юпітера — 3,124.